# Crocus paschei
Crocus paschei är en irisväxtart som beskrevs av Kerndorff. Crocus paschei ingår i släktet krokusar, och familjen irisväxter.
Artens utbredningsområde är Turkiet. Inga underarter finns listade i Catalogue of Life.